# Pielhof (Altenthann)
Pielhof ist ein Ortsteil der Gemeinde Altenthann im Oberpfälzer Landkreis Regensburg (Bayern).

## Geografische Lage
Die Einöde Pielhof liegt in der Region Regensburg, etwa 1,5 Kilometer westlich von Altenthann.

## Geschichte
Der Name Pielhof entwickelte sich über Hof zu Pyhel, Pichelhof. 1446 befand sich Pielhof im Besitz der Brüder Parsifal und Wolfgang Zenger. Es zählte 1610 zu den einschichtigen Gütern des Gerichts Donaustauf, gehörte aber auch zur Hofmark Altenthann.
Zum Stichtag 23. März 1913 (Osterfest) gehörte Pielhof zur Pfarrei Altenthann und hatte ein Haus und 11 Einwohner.
Am 31. Dezember 1990 hatte Pielhof 13 Einwohner und gehörte zur Pfarrei Altenthann.